# Droga nr 7513 (Izrael)
Droga lokalna nr 7513 (hebr. 7513 כביש) – jest drogą lokalną położoną w Dolnej Galilei, na północy Izraela. Biegnie ona z moszawu Bet Lechem ha-Gelilit do drogi nr 75, która łączy nadmorskie miasto Hajfa z położonym w Dolnej Galilei miastem Nazaret.

## Przebieg
Droga nr 7513 przebiega przez Samorząd Regionu Emek Jizre’el w Poddystrykcie Jezreel Dystryktu Północnego Izraela. Biegnie południkowo z północy na południe, od moszawu Bet Lechem ha-Gelilit do drogi nr 75.
Swój początek bierze w moszawie Bet Lechem ha-Gelilit, skąd wyjeżdża w kierunku zachodnim i po około 300 metrach dociera do skrzyżowania z lokalną drogą prowadzącą na północ do miejscowości Ka’abije-Tabbasz-Hajajre. Po kolejnych 400 metrach dojeżdża się do moszawu Allone Abba. Mijając go po stronie północnej, droga wykręca łagodnie na południowy zachód i prowadzi krawędzią kompleksu leśnego Allone Abba. Po 1 km dojeżdża się do skrzyżowania z lokalną drogą prowadzącą na północny zachód do miejscowości Basmat Tab’un i Kirjat Tiwon. Droga nr 7513 prowadzi następnie łagodnymi łukami w dół do Doliny Jezreel. Po ponad 2 km dojeżdża się do skrzyżowania z lokalną drogą prowadzącą do położonego na północy kibucu Allonim. Następnie mija centrum handlowe Allonim i dociera do skrzyżowania z drogą nr 75. Jadąc drogą nr 75 na zachód dojeżdża się do skrzyżowania z drogą nr 722 i miejscowości Kirjat Tiwon, lub na wschód do węzła drogowego z drogą ekspresową nr 77 i dalej do miejscowości Ramat Jiszaj.